# Régi Szent János-kórház
Az egykori Szent János Közkórház a 18. század elején épült Budán, a mai II. kerületi Széna téren, az I. kerület határán. Eredetileg járványkórháznak szánták, majd közkórházzá és szegényházzá alakították. 1818–20 között épületét kibővítették. 1898 után régi Szent János-kórháznak nevezték, hogy megkülönböztessék a Diós-árok mellett felépített „Új Szent János-kórháztól”. Buda 1944–45-ös ostroma során súlyosan megsérült. 1949-ben lebontották, helyén az egykori Széna tér autóbusz-állomás volt, ma közpark.

## Története

### 18. század
Buda városának elöljárósága az 1710-es pestisjárvány után határozatba tette, hogy a fertőző betegek ápolásának céljára egy faszerkezetű karantént (korabeli kifejezéssel „veszteglőházat” (Contumazhaus) építtet. Ezt 1713-ban átalakították szegényházzá, és közkórházzá, melyben 26 beteget ápolhattak. A közkórház és a szegényház fogalma ezekben az időkben még egybemosódott, az ilyen intézmények a szegényebb néposztály fertőző betegeit vették fel. A 18. századi magyar kórházakat a jómódú polgárok adományai tartották fenn. A szakosított gyógyító egységek sokkal később, az orvostudomány fejlődésével jöttek létre.
A kórház mellett kápolnát is emeltek, amelyet Kayr Mátyás (Mathias Kayr) tervezett és épített fel. 
Alapkövét 1735-ben rakták le, s Nepomuki Szent János nevére szentelték. Elhelyeztek benne egy középkorból fennmaradt cilicium-ereklyét, melyet Árpád-házi Szent Margitnak tulajdonítottak. Az oltárképet Mertz János (Johannes Mertz) festette 1801-ben. A templomban Szent Vendel arcképét is kitették.
1777-ben Mária Terézia királynő rendeletére a Nagyszombati Egyetemet Budára költöztették. A közkórház új, klinikai rendeltetést is kapott. A orvosok elméleti képzése a Budai Várnegyedben, a gyakorlati képzés a közkórházban folyt.

### 19. század
1818–1820 között a Boulandt József (Joseph Boulandt) és Eckermann József (Josef Eckermann) tervei szerint kibővített kórházat „Polgári Városi Kórház”-nak kezdtek nevezni. A megnagyobbított alapterületű épület ekkor már magába foglalta az addig különálló Szent János-kápolnát is. Az épület Margit körút felé néző frontja barokk stílusban készült, s mellette felállították Nepomuki Szent János új szobrát. Ignaz Schlesinger 1840-es könyvében leírja, hogy az intézményt Szent János Kórháznak nevezik.
A 19. század első felében a közkórháznak nem voltak saját állandó orvosai, de Buda város tiszti főorvosa, Phisterer András és Christen Xavér Ferenc, Buda város főorvosa, és más, a pesti orvosegyetemen tanító budai orvosok a kórház betegeit is kezelték. A korabeli szemléletet Hőgyes Endre így jellemezte: „Budán e tekintetben valamivel jobban ment a dolog, mert a tanítást a szegények kórházának betegein végezhették.”
Az 1848–49-es magyar szabadságharc idején az emeleten sebészeti műtőt létesítettek. 1849-ben, miután a magyar honvéd sereg visszafoglalta Budát a császáriaktól, az orvosi feljegyzések szerint sok szifiliszes női beteget vettek fel, akik azonban a kórházban is folytatták „mesterségüket”. 1863-ban a kórház utcai főbejárata nagyívű új kőkeretet kapott, Gangusch István kőfaragó művét. A templom tornyába két harang került, ezeket Zehenter Antal (Anton Zehenter) mester műhelyében öntötték. A toronyórát 1864-ben Henszler János (Johannes Hensler), a templom orgonáját 1893-ban Országh Sándor készítette.
Budapest 1873-as egyesítése után a kórház élére önálló igazgatót neveztek ki. Az ágyak számát 100-ról 234-ra növelték, 20 kórteremben hat állandó orvos kezelte a betegeket. A kórház évente 4-5000 főnyi betegforgalmat bonyolított. A szabadságharc előtti időkben az orvosi feljegyzéseket német nyelven, gót betűs (fraktúr) írással készítették. 1849 után a kórlapokat már magyar nyelven írták.
1887. évi június 28-ai 534. határozatában Budapest székesfőváros törvényhatóságának közgyűlése egy 300 ágyas új kórház építését fektette le. Az építkezés telkét a Diós-árok dűlőjében jelölték ki, a mai XII. kerületben. Darányi Ignác kerületi képviselő javaslatára az új kórházat már pavilonrendszerben építették. 1898. augusztus 3-án ünnepélyesen megnyitották „Budapest Székesfőváros Új Szent János Kórházát”, 420 ággyal. A Margit körúti öreg közkórházat ettől kezdve „régi Szent János-kórháznak” nevezték, megkülönböztetésül.

### 20–21. század
A Margit körúti volt közkórházat 1932-től a „Székesfőváros Dunajobbparti Szeretetotthonává” alakították át. Szegényházként üzemelt a második világháború végéig. 1944–45-ben, a Vár ostroma során súlyosan megsérült, gyakorlatilag rommá lőtték. Használhatatlanul állt néhány évig, patkányok tanyáztak benne. 1949-ben közegészségügyi és városrendezési szempontok miatt a volt kórházépületet és az óratornyos kápolnát is lebontották. Csak a külső fal egy szakaszának alacsony része maradt meg eredeti formájában. A lebontott épület helyén közterület létesült, amelyet többször átépítettek. A Margit körút és Hattyú utca sarkán lévő közparkban 2019 augusztusáig üzemelt a Széna tér autóbusz-állomás. A 2022 őszén átadott emlékparkban a régi kórházra oszlopmaradványai, falmaradvány és a falak körvonalai, emléktábla valamint ún. kronoszkóp emlékeztet.

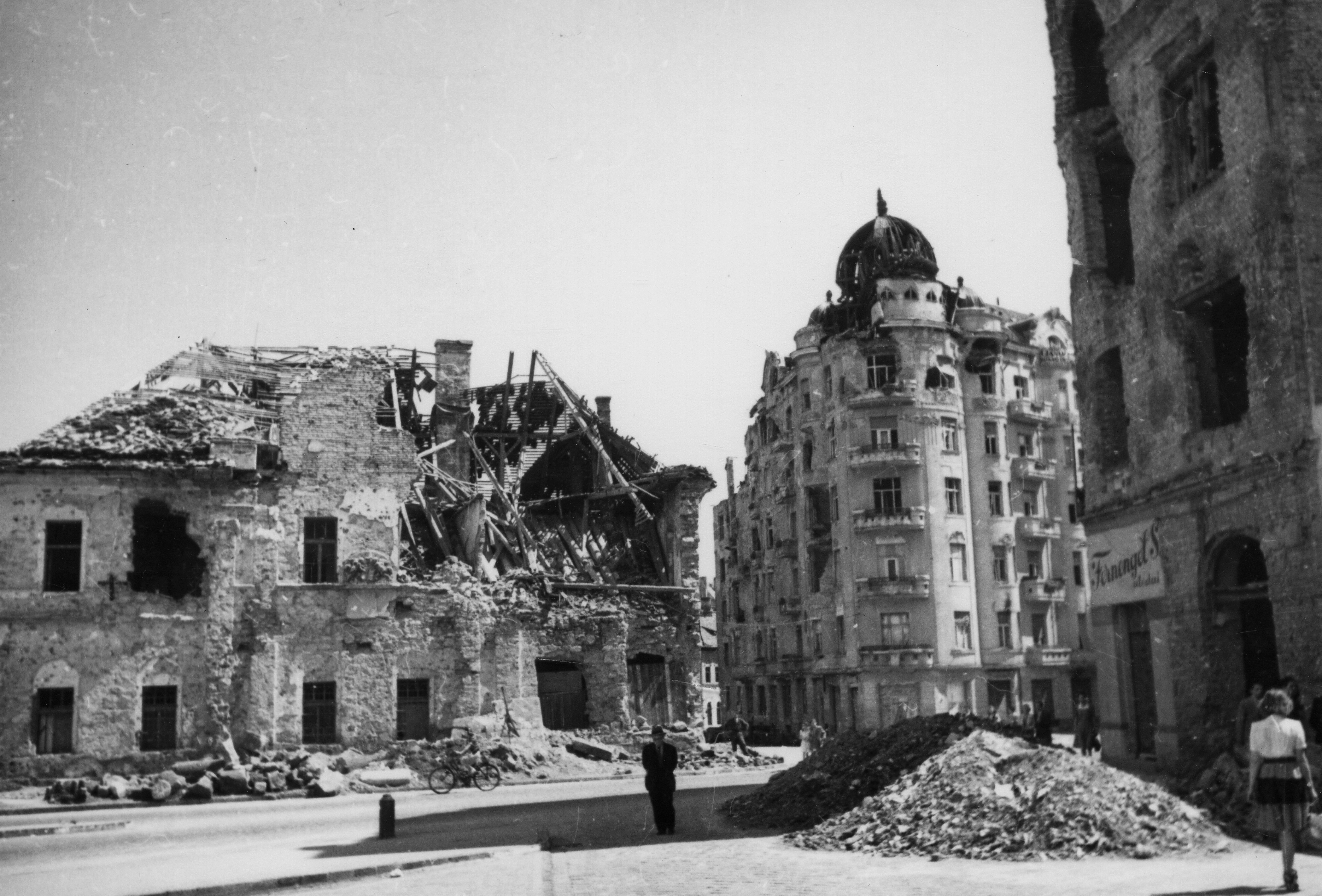
Széna tér, balra a régi Szent János Kórház romjai, 1945
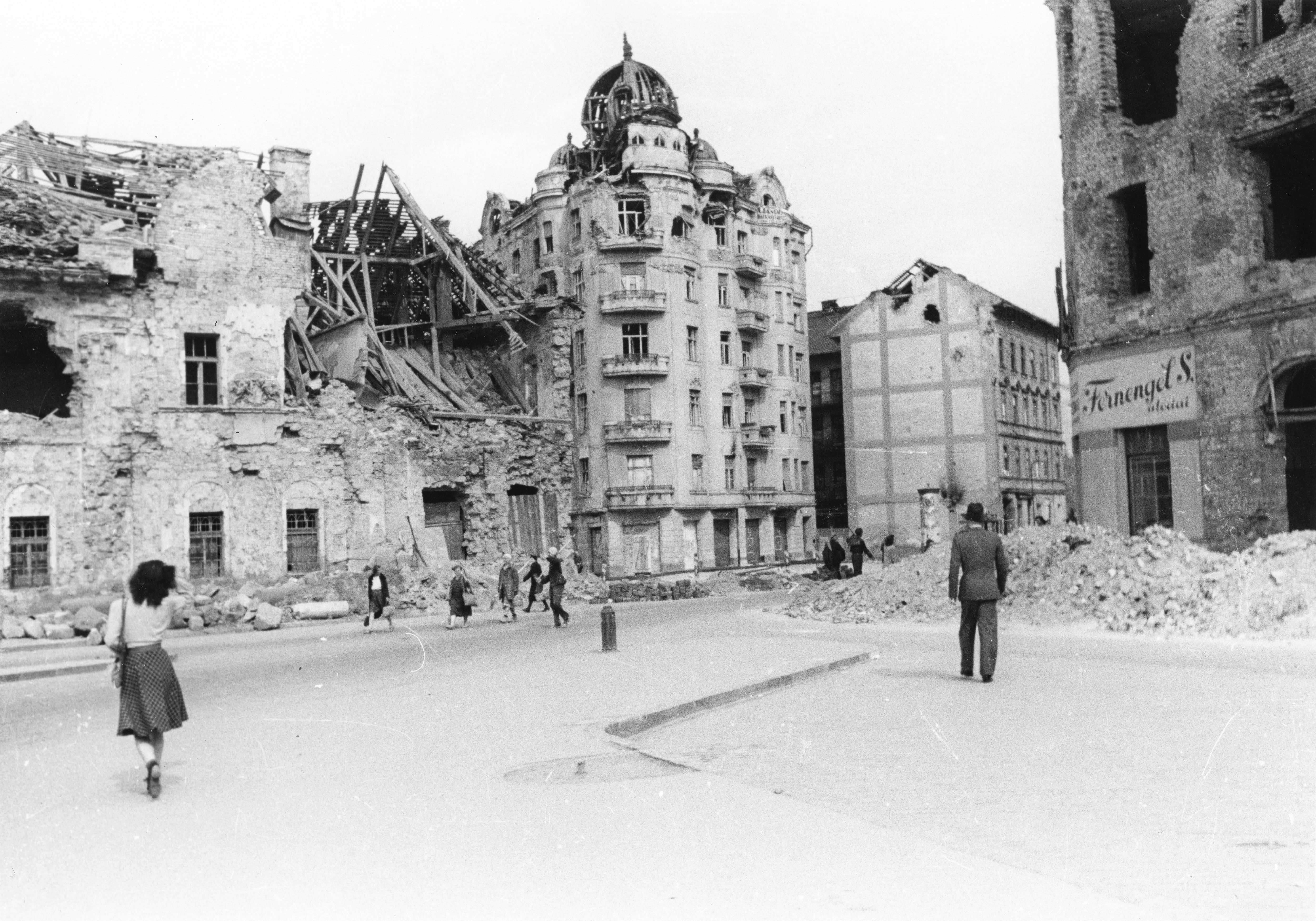
Széna tér, a régi Szent János Kórház romjai, 1945
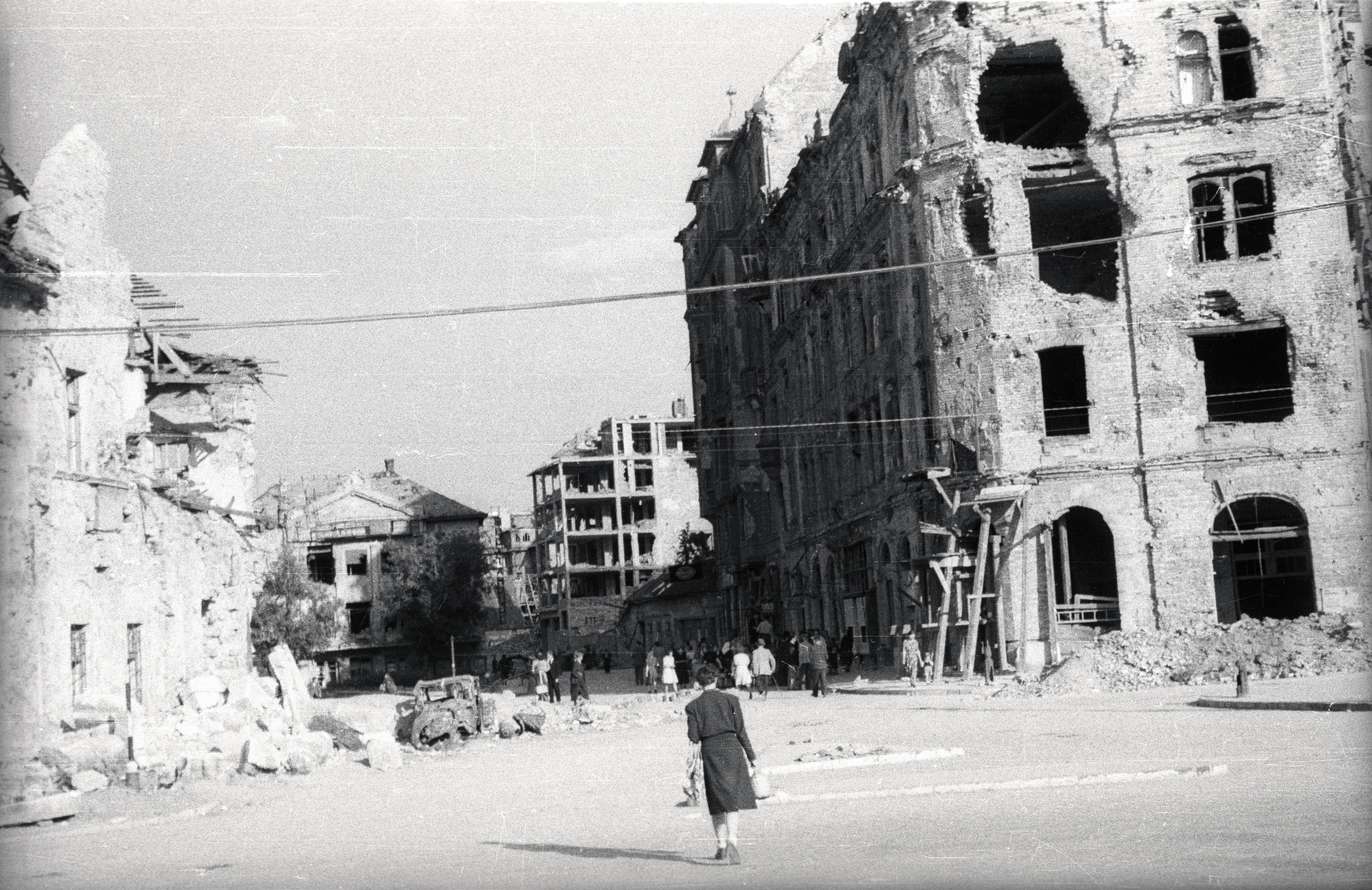
A Hattyú utca torkolata. Balra a régi Szent János Kórház romjai, 1945